# FIVB World Tour 2019/20 der Frauen
Die FIVB World Tour 2019/20 der Frauen bestand aus neun Beachvolleyball-Turnieren. Diese waren in Kategorien eingeteilt, die durch Sterne bezeichnet wurden. Ein Turnier gehörte in die Kategorie mit vier Sternen, ein Turnier hatte drei Sterne, eins zwei Sterne und sechs Turniere waren mit einem Stern am geringsten bewertet. Wegen der Coronavirus-Epidemie wurden fast alle Turniere nach dem 15. März 2020 abgesagt. Es gab keinen Saisonabschluss und keine Auszeichnungen der Spielerinnen.

## Turniere

### Übersicht
Die folgende Tabelle zeigt alle Turniere der FIVB World Tour 2019/20.
| Austragungsort | Land                | Kategorie | Datum                            |
| -------------- | ------------------- | --------- | -------------------------------- |
| Qinzhou        | Volksrepublik China | 3 Sterne  | 30. Oktober bis 3. November 2019 |
| Tel Aviv       | Israel              | 1 Stern   | 6. bis 9. November 2019          |
| Chetumal       | Mexiko              | 4 Sterne  | 13. bis 17. November 2019        |
| Siem Reap      | Kambodscha          | 2 Sterne  | 13. bis 16. Februar 2020         |
| Guam           | Guam                | 1 Stern   | 5. bis 8. März 2020              |
| Langkawi       | Malaysia            | 1 Stern   | 12. bis 15. März 2020            |
| Ljubljana      | Slowenien           | 1 Stern   | 30. Juli bis 2. August 2020      |
| Baden          | Österreich          | 1 Stern   | 20. bis 23. August 2020          |
| Vilnius        | Litauen             | 1 Stern   | 11. bis 13. September 2020       |

### Qinzhou
3 Sterne, 30. Oktober bis 3. November 2019
| Platz | Team                                |
| ----- | ----------------------------------- |
| 1     | Karla Borger / Julia Sude           |
| 2     | Brooke Sweat / Kerri Walsh          |
| 3     | Wen Shuhui / Wang Jingzhe           |
| 4     | Mariafe Artacho / Taliqua Clancy    |
| 5     | Wang Fan / Xia Xinyi                |
| 5     | Amaranta Fernández / Ángela Lobato  |
| 5     | Aline Chamereau / Alexandra Jupiter |
| 5     | Kelley Larsen / Emily Stockman      |

### Chetumal
4 Sterne, 13. bis 17. November 2019
| Platz | Team                              |
| ----- | --------------------------------- |
| 1     | Mariafe Artacho / Taliqua Clancy  |
| 2     | Wang Fan / Xia Xinyi              |
| 3     | Sanne Keizer / Madelein Meppelink |
| 4     | Talita Antunes / Taiana Lima      |
| 5     | Bárbara Seixas / Fernanda Alves   |
| 5     | Megumi Murakami / Miki Ishii      |
| 5     | Kelly Claes / Sarah Sponcil       |
| 5     | Brooke Sweat / Kerri Walsh        |